# Congreso Latinoamericano de Evangelización
Los Congresos Latinoamericanos de Evangelización (CLADE) son una serie de congresos que se han tenido en diferentes países del mundo desde 1969 hasta 2012. CLADE ha sido realizado en cinco congresos diferentes. El primer congreso fue titulado CLADE I “Acción en Cristo para un continente en crisis” y tuvo lugar en Bogotá Colombia, el 21 de noviembre de 1969. Fue patrocinado por la Asociación Evangelística Billy Graham (Billy Graham Evangelistic Association), y fue parte de una serie de congresos parecidos que se llevaron a cabo en Estados Unidos, Asia-Pacífico Sur, Europa, Sudáfrica y otros. A inicios de 1968 se aprobó la idea del Congreso y la financiación del mismo por parte de la Asociación Evangelistica Billy Graham y esto dio como resultado que se nombrara un comité coordinador para dar continuidad a lo tratado en este congreso. 
Billy Graham trabajó para estimular la planificación de evangelización mediante congresos continentales. En respuesta a las peticiones de los delegados latinoamericanos en el Congreso de Berlín en 1966 , Billy Graham le pidió a Taylor y Santiago organizar CLADE. A principios de 1968, Clyde Taylor y representantes de la Asociación Evangelística Billy Graham (BGEA), especialmente Billy Graham y George Wilson, aprobaron la idea de un congreso latinoamericano y la financiación BGEA para esa reunión. Con un compromiso general de la BGEA , una planificación más detallada para el Congreso siguió, incluyendo una gira en todo el continente por Clyde Taylor y Efraín Santiago para determinar el nivel de apoyo entre los líderes evangélicos de tal congreso. El BGEA , de hecho, suministra fondos y el personal para la reunión; El personal para el Congreso fueron: Carlos J. Lastra, co- presidente; Clyde Taylor, copresidente, Efraín Santiago, coordinador general; Miguel Suazo, coordinador adjunto; y C. Peter Wagner , secretario de publicidad.

## Propósito
El Congreso Latinoamericano de Evangelización es un proceso de reflexión, confesión y celebración hacia Dios. CLADE procura generar un movimiento en que se involucre el mayor movimiento de personas, iglesias, instituciones teológicas para llevar a cabo la evangelización de las personas.

## Los CLADE

### CLADE II
El segundo congreso que se llevó a cabo en la ciudad de Huampaní Perú, en el año el 31 de octubre de 1979, titulado  CLADE II “que América latina escuche la voz de Dios” A partir de este segundo congreso pasó a ser un proyecto de la Fraternidad Teológica Latinoamericana y ahora compuesto por 266 delegados que participaron en esta ocasión. El propósito de este congreso era hacer conciencia de la tarea que tiene todo cristiano de ir a evangelizar a todas las partes del mundo conocido y desconocido. Y también se propusieron “proyecciones estratégicas” para las misiones. De estas estrategias se hizo un tratado especial de un solo tomo, titulado CLADE II: América Latina y la evangelización en los años ’80 y aquí está un fragmento de este tratado: 

Hemos oído el clamor de los que tienen hambre y sed de justicia, de los que se hallan desprovistos de lo que es básico para su subsistencia, de los grupos étnicos marginados, de las familias destruidas, de las mujeres despojadas de sus derechos, de los jóvenes entregados al vicio o a la violencia, de los niños que sufren hambre, abandono, ignorancia y explotación. Por otra parte, hemos visto que muchos latinoamericanos están entregándose a la idolatría y al materialismo, sometiendo los valores del espíritu a los que impone la sociedad de consumo, según la cual el ser humano vale no por lo que es en sí mismo, sino por la abundancia de los bienes que posee.

### CLADE III
El tercer congreso es titulado CLADE III “Todo el evangelio, para todos los pueblos desde América Latina”. Este tercer congreso fue llevado a cabo en Quito Ecuador, en desde el día 2ª de agosto hasta el día 4 de septiembre de 1992.y como representante René Padilla Conforme van pasando los años, más personas van conociendo esta organización y van agregándose al equipo de trabajo, y en este año ya había más de 1080 representantes de iglesias y organizaciones evangélicas de veinticuatro países diferentes. CLADE III no solo trajo consigo a más miembros para el comité de esta organización, sino que también abrió posibilidades para recibir aportación y sugerencias de los diferentes miembros de esta organización para mejorar la forma de trabajo y de alcance al mundo para que conozcan el verdadero evangelio.  

### CLADE IV
El siguiente congreso que se llevó a cabo fue CLADE IV del 2 al 8 de septiembre del año 2000 en Quito Ecuador. El tema principal de este congreso fue “el testimonio evangélico hacia el tercer milenio: palabra, espíritu, y misión”. A este congreso asistieron más de 1200 hombres y mujeres de diferentes países, lo que ha convertido a CLADE IV en la convocatoria protestante latinoamericana más numerosa hasta la fecha. La Declaración Final CLADE IV señaló un punto muy importante:
… En la última década, el panorama religioso ha cambiado sustancialmente… hay una mayor presencia evangélica en la sociedad civil y en la Política. [Sin embargo]… se percibe todavía cierto déficit en reflexión teológica quedando así, expuestos a la influencia de teologías totalmente ajenas a nuestro medio como el llamado evangelio de la prosperidad: la presentación del evangelio como artículo de consumo, estructuras eclesiales en que prima la ambición al poder, carencia de espiritualidad, activismo, misticismo y dogmatismo… , [nos vimos confrontados con errores tales como] … la adopción de una forma de liderazgo pastoral inspirado en el modelo empresarial, haber fomentado la división y la discriminación de la mujer, los indígenas, la gente de color, los inmigrantes, los niños y otros grupos…
En 2001 fueron publicados desde Buenos Aires varios volúmenes que forman la declaración final y también las sugerencias y correcciones hechas en el 2000. El siguiente y último congreso que se hizo de CLADE fue en el 2012 hasta ahora. El lema actual que ha fijado esta organización es: “Seguir a Jesús tras su Reino de Vida: ¡Guíanos, Santo Espíritu!”.

### CLADE V
El lema era “Sigamos a Jesús en su Reino de Vida. ¡Guíanos, Santo Espíritu!” Los ejes centrales son: Sigamos a Jesús, Reino de Vida, ¡Guíanos, Santo Espíritu! CLADE V sigue con metas que procura alcanzar. Así fue la apertura de CLADE V en San José, Costa Rica La desigualdad social, la corrupción y la desesperanza parece haberse instalado inamoviblemente en América Latina, y el riesgo para una persona joven,  de morir asesinado es mucho más alto que en Europa. La pregunta que necesitamos hacernos es, ¿Qué hacemos nosotros con lo que tenemos en nuestro alrededor? Como iglesia o comunidad, ¿permitimos el valor de temas muy importantes disminuir o desaparecer?

## Espacio Verde
Espacio Verde fue un tiempo abierto durante el cual se podía haber conversatorio con autores, presentaciones ministeriales, confección del mural, citas personales, café-concert, diálogos grupales previamente programados, convocatorias grupales no programadas previamente.

## Espacio de Evaluación
El CLADE nos permite realizar evaluaciones de los congresos para que así, ellos puedan mejorar sus congresos